# Indicateur de ton
Les indicateurs de ton (en anglais : tone indicators) sont des abréviations de mots utilisés à l'écrit, principalement sur Internet, dans le but d'expliciter l'intonation ou l'intention d'un message. Un indicateur de ton commence par une barre oblique et est suivi d'une courte abréviation, généralement d'un mot en anglais, et s'utilise le plus souvent à la fin d'une phrase ou d'un message. Parmi les indicateurs de ton les plus utilisés, on retrouve notamment /j (de l'anglais joke) indiquant un ton humoristique, /srs (serious) indiquant un message écrit dans un ton sérieux, ou encore /s (sarcastic) indiquant la présence de sarcasme. Leur usage est répandu sur les réseaux sociaux, et est particulièrement plébiscité par les personnes neurodivergentes pouvant rencontrer des problèmes de communication à l'écrit.

## Utilisation
Un indicateur de ton commence par une barre oblique et est généralement suivi d'une courte abréviation d'un adjectif de langue anglaise. Cependant, une description textuelle plus détaillée peut parfois être utilisée directement après une barre oblique (par exemple, /amical, s'inquiète réellement pour toi). 
« Bien sûr que je suis ravi de travailler bénévolement ce week-end ! /s »
Les indicateurs de ton peuvent être placés à la fin d'une phrase ou d'un message, et peuvent être utilisés conjointement. Leur utilisation permet d'indiquer explicitement l'intention de l'auteur, et donc de prévenir tout malentendu dû à l'absence d'indices visuels non verbaux,. 
| Abréviation | Mot anglais lié       | Signification                                           |
| ----------- | --------------------- | ------------------------------------------------------- |
| /j          | joking                | blague, plaisanterie                                    |
| /hj         | half joking           | plaisanter à moitié                                     |
| /s ou /sar  | sarcastic             | sarcasme                                                |
| /ij         | inside joke           | inside joke                                             |
| /g ou /gen  | genuine               | sincère                                                 |
| /genq       | genuine question      | vraie question                                          |
| /srs        | serious               | sérieux                                                 |
| /nsrs       | non-serious           | non sérieux                                             |
| /pos ou /pc | positive connotation  | connotation positive                                    |
| /neu        | neutral connotation   | connotation neutre                                      |
| /neg ou /nc | negative connotation  | connotation négative                                    |
| /p          | platonic              | platonique                                              |
| /r          | romantic              | romantique                                              |
| /sx ou /x   | sexual intent         | intention sexuelle, sous-entendu sexuel                 |
| /nsx ou /nx | non-sexual intent     | sans sous-entendu sexuel                                |
| /ref        | reference             | référence (par exemple, lors d'une référence à un mème) |
| /l ou /ly   | lyrics                | paroles (par exemple, en citant une chanson)            |
| /m          | metaphorically        | métaphorique                                            |
| /li         | literally             | littéralement                                           |
| /rh         | rhetorical (question) | question rhétorique                                     |
| /hyp        | hyperbole             | hyperbole                                               |
| /nm         | not mad               | non fâché                                               |
| /lu         | little upset          | un peu énervé                                           |